# Qory Sandioriva
Qory Sandioriva (Giacarta, 17 agosto 1991) è una modella indonesiana, incoronata Puteri Indonesia 2009 il 9 ottobre 2009 dalla detentrice del titolo uscente, Zivanna Letisha Siregar.
Al momento dell'incoronazione Qory Sandioriva stava studiando letteratura francese presso l'Università dell'Indonesia.
Al 2011 è la concorrente più giovane ad aver mai vinto il titolo. La Sandioriva è stata la prima concorrente a vincere il titolo in rappresentanza della provincia di Aceh, una zona prevalentemente di fede musulmana governata dalla legge dello Shari'a. La sua vittoria ha infatti generato alcune polemiche in quanto le rappresentanti della provincia di Aceh delle precedenti edizioni di Puteri Indonesia avevano sempre indossato un foulard sulla testa, cosa che la Sandioriva aveva rifiutato di fare. La Sandioriva aveva in seguito spiegato che nonostante il suo rifiuto di indossare il foulard, avesse ancora grande rispetto nei valori tradizionali e nella morale - proprio come l'eroina che più ammirava, Cut Nyak Dhien.
Come rappresentante ufficiale dell'Indonesia al concorso Miss Universo 2010 trasmesso da Las Vegas il 3 agosto
 Qori Sandioriva ha partecipato come una delle ottantatré delegate che gareggiavano per la corona di vincitrice, poi andata a Ximena Navarrete del Messico. Durante il concorso, Qori Sandioriva è stata criticata per la sua scarsa padronanza della lingua inglese, dimostrata durante la fase delle interviste.